# Cebolla (Toledo)
Cebolla ist eine Kleinstadt und eine aus dem Hauptort sowie den Weilern (pedanías) La Aldehuela, Villalba, Sanchón und Las Casas de Cebolla bestehende zentralspanische Gemeinde (municipio) mit 3.234 Einwohnern (Stand: 2024) in der Provinz Toledo in der Autonomen Gemeinschaft Kastilien-La Mancha.

## Lage und Klima
Die Kleinstadt Cebolla liegt ca. 2 km nördlich des Tajo knapp 55 km (Fahrtstrecke) nordwestlich von Toledo in der historischen Provinz La Mancha in einer Höhe von ca. 440 m; bis nach Madrid sind es gut 100 km in nordöstlicher Richtung. Das Klima im Winter ist rau, im Sommer dagegen trocken und warm; der spärliche Regen (ca. 365 mm/Jahr) fällt überwiegend in den Wintermonaten.

## Bevölkerungsentwicklung
| Jahr      | 1857  | 1900  | 1950  | 2000  | 2017  |
| Einwohner | 2.016 | 2.343 | 3.165 | 2.809 | 3.344 |

Nach einem deutlichen Bevölkerungsrückgang infolge der Mechanisierung der Landwirtschaft und der Aufgabe bäuerlicher Kleinbetriebe in der zweiten Hälfte des 20. Jahrhunderts profitiert die Kleinstadt seit Beginn des 21. Jahrhunderts von den vergleichsweise günstigen Immobilienpreisen auf dem Lande und der guten Verkehrsanbindung zum Großraum Madrid.

## Wirtschaft
Das Umland von Cebolla war und ist im Wesentlichen landwirtschaftlich geprägt, wobei der Weinbau und Olivenbaumplantagen wichtige Rollen spielen; die Kleinstadt selbst diente als handwerkliches und merkantiles Zentrum für die umliegenden Dörfer.

## Geschichte
Aus römischer Zeit stammen die Grundmauern eines Landguts (villa rustica), das auch noch in westgotischer Zeit genutzt wurde und bereits seit Jahrhunderten den Namen Los Merillos trägt. Im 8. Jahrhundert dragen die arabisch-maurischen Heere bis weit in den Norden der Iberischen Halbinsel vor. In den Jahren 1083 bis 1085 wurde die Gegend von Alfons VI. zurückerobert (reconquista), jedoch kurz darauf von den berberischen Almoraviden unter Ali ibn Yusuf ibn Taschfin erneut bedroht. Erst unter Alfons VII. (reg. 1126–1157) wurde die Region La Mancha um das Jahr 1130 endgültig christlich. Im Jahr 1184 wird der Ort erstmals urkundlich erwähnt. Im Jahr 1205 wurde die Gegend dem Calatravaorden unterstellt; später gehörte sie auch kurzzeitig dem Templerorden. Bereits im Jahr 1477 erhielt der Ort die Stadtrechte (villa).

## Sehenswürdigkeiten

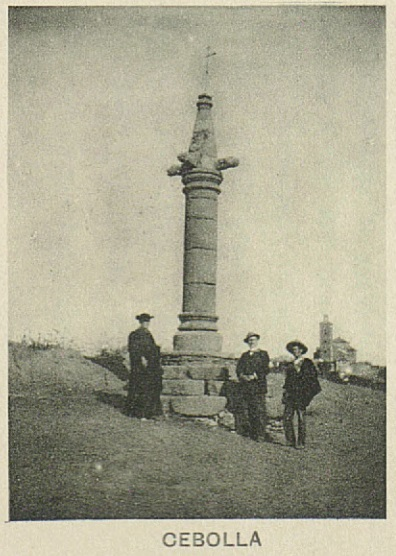
Cebolla – Gerichtssäule

- Die dreischiffige, nahezu vollständig aus Ziegelsteinen erbaute Iglesia de San Cipriano ist dem hl. Cyprian von Karthago geweiht; sie stammt aus der ersten Hälfte des 17. Jahrhunderts und erhebt sich an der Stelle einer älteren Kirche, von der noch der Taufstein erhalten ist. Der Turm gilt als ein Werk des augustinischen Architekten Lorenzo de San Nicolás (1595–1679), der in der Region an zahlreichen Kirchenbauten mitgewirkt hat.[5] Das Innere der Kirche ist – abgesehen von mehreren barocken Schnitzaltären – im klassizistischen Stil des 18. Jahrhunderts gestaltet.[6]
- Am Ortsrand erhebt sich auf einem runden abgetreppten Sockel eine aus mehreren Trommeln zusammengesetzte Gerichtssäule (rollo) mit einem in alle Himmelsrichtungen auskragenden Kapitell.[7]
- Der Palacio de los Duques de Frías ist ein eher schmuckloser, ganz aus Ziegelsteinen errichteter Bau des 17. Jahrhunderts.[8]

Umgebung
- Das Castillo de Villalba erhebt sich auf einer Anhöhe ca. 3 km südöstlich des Ortes (39° 54′ 43,6″ N, 4° 32′ 15,3″ W). Es beherrscht das Tal des Tajo und wurde wahrscheinlich von den Mauren errichtet, später von den Templern umgebaut und gelangte schließlich in den Besitz der Herzöge von Frías.[9][10]
- Ca. 3 km außerhalb des Ortes steht die Ermita de San Illán, welche dem frühverstorbenen Sohn von Isidor von Madrid und seiner Frau María de la Cabeza geweiht ist.[11]